# Wolfgang Stark
Wolfgang Stark (20. studenog 1969.) je njemački nogometni sudac iz Landshuta.

## Životopis
Jedan je od 12 nogometnih sudaca, koji je sudio na Europskom nogometnom prvenstvu 2012. u Poljskoj i Ukrajini.
| Kolo    | Datum            | Grad    | Domaći   | Gost       | Rezultat  |
| ------- | ---------------- | ------- | -------- | ---------- | --------- |
| Skupina | 12. lipnja 2012. | Varšava | Poljska  | Rusija     | 1:0 (1:1) |
| Skupina | 18. lipnja 2012. | Gdanjsk | Hrvatska | Španjolska | 0:1 (0:1) |